# Сосновка (Зилаирский район)
Сосновка (баш. Сосновка) — деревня в Зилаирском районе Республики Башкортостан Российской Федерации. Входит в состав Бердяшского сельсовета. 

## География

### Географическое положение
Расстояние до:
- районного центра (Зилаир): 12 км,
- центра сельсовета (Бердяш): 6 км,
- ближайшей железнодорожной станции (Саракташ): 106 км.

## Население
| 2002 | 2009 | 2010 |
| ---- | ---- | ---- |
| 17   | ↗19  | ↘17  |

Национальный состав
Согласно переписи 2002 года, преобладающая национальность — русские (100 %).